# Bredene Koksijde Classic 2019
La Bredene Koksijde Classic 2019, diciassettesima edizione della corsa e prima con questa denominazione (fino all'anno prima Handzame Classic), valevole come evento dell'UCI Europe Tour 2019 categoria 1.HC, si svolse il 22 marzo 2019 su un percorso di 199,5 km, con partenza da Bredene ed arrivo a Koksijde, in Belgio. La vittoria fu appannaggio del tedesco Pascal Ackermann, il quale completò il percorso in 4h35'47", alla media di 43,404 km/h, precedendo il norvegese Kristoffer Halvorsen e il colombiano Álvaro Hodeg.
Sul traguardo di Koksijde 137 ciclisti, su 152 partiti da Bredene, portarono a termine la competizione.

## Squadre e corridori partecipanti
| N.      | Cod. | Squadra                     |
| ------- | ---- | --------------------------- |
| 1-7     | DQT  | Deceuninck-Quick-Step       |
| 11-15   | SKY  | Team Sky                    |
| 21-27   | BOH  | Bora-Hansgrohe              |
| 31-37   | CPT  | CCC Team                    |
| 41-46   | TFS  | Trek-Segafredo              |
| 51-57   | LTS  | Lotto Soudal                |
| 61-67   | UAD  | UAE Team Emirates           |
| 72-76   | TKA  | Team Katusha Alpecin        |
| 81-87   | COF  | Cofidis, Solutions Crédits  |
| 91-97   | WGG  | Wanty-Gobert Cycling Team   |
| 101-107 | ANS  | Androni Giocattoli-Sidermec |
| 111-117 | ROC  | Roompot-Charles             |

| N.      | Cod. | Squadra                     |
| ------- | ---- | --------------------------- |
| 121-127 | TDE  | Direct Énergie              |
| 131-137 | ICA  | Israel Cycling Academy      |
| 141-147 | SVB  | Sport Vlaanderen-Baloise    |
| 151-157 | VCB  | Vital Concept-B&B Hotels    |
| 161-167 | DMP  | Delko Marseille Provence    |
| 171-177 | WVA  | Wallonie Bruxelles          |
| 181-187 | CIB  | Cibel-Cebon                 |
| 191-197 | HBA  | Hagens Berman Axeon         |
| 201-207 | BBH  | Burgos-BH                   |
| 211-217 | COC  | Corendon-Circus             |
| 221-227 | RIW  | Riwal Readynez Cycling Team |

## Ordine d'arrivo (Top 10)
| Pos. | Corridore            | Squadra    | Tempo    |
| ---- | -------------------- | ---------- | -------- |
| 1    | Pascal Ackermann     | Bora       | 4h35'47" |
| 2    | Kristoffer Halvorsen | Sky        | s.t.     |
| 3    | Álvaro Hodeg         | Deceuninck | s.t.     |
| 4    | Szymon Sajnok        | CCC Team   | s.t.     |
| 5    | Timothy Dupont       | Wanty      | s.t.     |
| 6    | Sasha Weemaes        | Sport Vl.  | s.t.     |
| 7    | Lawrence Naesen      | Lotto      | s.t.     |
| 8    | Simone Consonni      | UAE        | s.t.     |
| 9    | Thomas Boudat        | Direct     | s.t.     |
| 10   | Rudy Barbier         | Israel     | s.t.     |